# Кнемизус европейский
Кнемизус европейский (Cnemisus rufescens) — вид жуков подсемейства Афодиины в составе семейства Пластинчатоусые. Редкий малоизученный вид, единственный вид рода, обитающий в Европе.

## Описание
Длина тела 5,5—9,0 мм. Наличник спереди с четырьмя зубцами. Задние бёдра почти одинаковые в длину и ширину, задние голени короткие, с листовидно расширенными шпорами.

## Ареал
Известен с песков Северного Прикаспия и от низовьев окрестностей Индерского озера на северо-востоке.

## Биология
Личинки развиваются за счет разлагающихся растительных остатков.

## Охрана
Занесён в Красную книгу Казахстана.